# Назіно (Росія)
На́зіно (рос. Назино) — село у складі Александровського району Томської області, Росія. Адміністративний центр та єдиний населений пункт Назінського сільського поселення.

## Населення
Населення — 403 особи (2010; 525 у 2002).
Національний склад (станом на 2002 рік):
- росіяни — 70 %
- німці — 15 %
- ханти — 10 %

## Назінська трагедія
У 1933 році неподалік Назіно сталася так звана Назінська трагедія: під час насильницької депортації «соціально небезпечних та декласованих елементів» на острові на річці Об було висаджено близько 6100 осіб без харчів, даху над головою та предметів побуту. Через голод, хвороби та спроби втечі через 13 тижнів у живих залишилося лише 2200 осіб. Відомо про непоодинокі випадки канібалізму.